# (177853) Lumezzane
(177853) Lumezzane  es un asteroide perteneciente al cinturón de asteroides, descubierto el 5 de agosto de 2005 por Marco Micheli y Gianpaolo Pizzetti desde el Observatorio de Lumezzane, en Italia.

## Designación y nombre
Lumezzane se designó inicialmente como 2005 PQ3.
Más adelante fue nombrado en honor a la localidad italiana de Lumezzane, próxima a Brescia.

## Características orbitales
Lumezzane orbita a una distancia media del Sol de 2,6054 ua, pudiendo acercarse hasta 2,0818 ua y alejarse hasta 3,1291 ua. Tiene una excentricidad de 0,2009 y una inclinación orbital de 14,2236° grados. Emplea en completar una órbita alrededor del Sol 1536 días.

## Características físicas
Su magnitud absoluta es 16,9.